# IPhone 14 Pro
El iPhone 14 Pro y el iPhone 14 Pro Max son teléfonos inteligentes de gama alta diseñados y cormercializados por Apple Inc.. Son la decimosexta generación de iPhone, que viene a partir del iPhone 13 Pro y iPhone 13 Pro Max. Los dispositivos fueron presentados junto con el iPhone 14 y iPhones 14 Plus en el Apple Event en Apple Park en Cupertino, California el 7 de septiembre de 2022.
Los iPhone 14 Pro y el iPhone 14 Pro Max son los primeros en tener un nuevo tipo de pantalla recortada "Dynamic Island". Los iPhone 14 Pro y el iPhone 14 Pro Max (incluyendo el iPhone 14 y 14 Plus) ya no aceptan tarjetas SIM físicas, convirtiéndose en los primeros modelos desde la variante CDMA del iphone 4 que no traen con un lector de tarjetas SIM.
Actualmente, muchos expertos en tecnología consideran al iPhone 14 Pro Max como el mejor teléfono del mercado, debido a sus prestaciones sobresalientes respecto a su competencia, como la mejor duración de batería, el mejor rendimiento, la mejor grabación de video y la mejor calidad de pantalla.

## Diseño
El iPhone 14 Pro y 14 Pro Max están disponibles en 4 colores: plateado, negro espacial, dorado y morado oscuro. el nuevo color llamado Deep Purple (Morado oscuro) reemplaza al color Sierra Blue.
| Color | Nombre         |
| ----- | -------------- |
|       | Plata          |
|       | Negro espacial |
|       | Dorado         |
|       | Morado oscuro  |

## Especificaciones

### Hardware

#### Conjunto de chips
El iPhone 14 Pro y 14 Pro Max presentan un nuevo sistema A16 Bionic en un chip (SoC), hecho en un proceso de 4 nanómetros, reemplazando al A15 Bionic visto en la línea de los iPhone 13 y 13 pro y los iPhone 14 y 14 Plus.

#### Cámara
El iPhone 14 Pro y Pro Max cuentan con un nuevo sensor de 48 megapíxeles, una de las mayores actualización de los sensores de la cámara principal en 7 años. Permitiendo un nuevo modo de teleobjetivo 2x, zoom 2x y videos en 4k sin zoom digital. Ahora Apple usa un nuevo "Motor fotónico" para una mejor calidad en las imágenes y videos. La cámara frontal ahora tiene enfoque automático y permitiendo reconocer varias personas en una sola toma en su modo retrato.

#### Monitor
Los modelos de iPhone ahora tiene una pantalla Super Retina Display XDR, alcanzando un máximo de 2000 nits. La pantalla también cuenta con una frecuencia de actualización de 120 Hz, con tecnología LTPO. El iPhone 14 Pro cuenta con una resolución de 2556x1179 píxeles a 460 ppp, mientras el Pro Max cuenta con una resolución de 2796x1290 píxeles a 460 ppp.  Ambas variantes admiten la función " siempre en pantalla ".

#### Batería
El iPhone 14 Pro Max brinda hasta 29 horas de reproducción de video, mientras que el modelo Pro brinda hasta 24 horas de reproducción de video.

### Software
El iPhone 14 Pro y Pro Max se enviarán con iOS 16, al igual que los 14 y 14 Plus.

### Isla dinámica
Dynamic Island (isla dinámica) es una reinvención de la "muesca" del sensor que se pueden encontrar en modelos anteriores de iPhone, como el iPhone X, el iPhone 14 Pro se mueve al recorte separado ligeramente la parte superior de la pantalla. Está diseñado para brindar información útil, como notificaciones a nivel de hardware y sistema, datos de reproducción de medios y otras funciones de la aplicación. Estos íconos pueden aparecer como una expansión a ambos lados de los sensores, con el fondo igualando a color negro del recorte de la pantalla y expandirse sin problemas. Dynamic Island también se puede expandir más en la pantalla ancha del iPhone 14 Pro Max. 
La Dynamic Island (isla dinámica) se puede tocar para ver detalles adicionales; como las actividades que se en curso, las direcciones de Maps o los resultados deportivos, así mismo también se pueden ampliar tocando y manteniendo presionada el área.
La Dynamic Island se compone de la unión mediante software del recorte para la cámara frontal y los sensores necesarios para el sistema Face ID. Este grupo de sensores y la cámara frontal están físicamente separados, existiendo píxeles entre ellos. Sin embargo, esta área de la pantalla esta inhabilitada y su función es mostrar los indicadores de privacidad por uso del micrófono y/o cámara, además de las funciones propias de la Dynamic Island.